# Гай Юлий Север (проконсул)
Гай Юлий Север II (на латински: Gaius Julius Severus) е политик на Римската империя през средата на 2 век.

## Произход и кариера
Син е на (Гай) Юлий Квадрат (римски кавалерийски офицер) и внук на Гай Юлий Север (трибун в VI Железен легион) от Акмония в Галация. Роднина е с Гай Юлий Квадрат Бас (суфектконсул 105 г.) и с неговия син Гай Юлий Бас (суфектконсул 139 г.). Потомък е на Атал III (цар на Пергамон 138 – 133 пр.н.е., син на Евмен II), Дейотар (цар на толистобоите в Галация 86 пр.н.е.) и на Аминтас (цар на Галация 36 – 25 пр.н.е.).
Той е проконсул на провинция Азия между 152 и 153 г. Между 142 – 150 г. e управител на римската провинция Долна Германия.